# Focke-Wulf P 195
Die Focke-Wulf P 195 war das Projekt eines deutschen Großraum-Transportflugzeugs aus dem Zweiten Weltkrieg.

## Geschichte
Die Arbeiten zur Entwicklung eines Ganzmetall-Tiefdeckers, der 30–40 t Fracht in einer Höhe von 2000 m bis zu 1500 km weit befördern sollte, begannen 1942. Die Leistungsberechnungen dazu wurden im Frühling und Sommer des Jahres von Janson Voigtsberger in der Abteilung Flugmechanik-L bei Focke-Wulf durchgeführt. Es wurden zwei Entwürfe mit sechs bzw. acht Motoren ausgearbeitet, die die Nummern 246 und 249 erhielten, weshalb sich in der Literatur manchmal auch die (nicht korrekten) Typbezeichnungen Fw 246 und Fw 249 finden lassen. Voigtsberger untersuchte verschiedene Antriebe, um die optimale Kombination aus Zelle und Motor zu ermitteln. In die engere Auswahl kamen die Antriebe BMW 801, BMW 802, DB 603 und Jumo 222. Am Ende kam er zu dem Schluss, dass der Einbau von acht Jumo 222 die besten Leistungen erbringen würde. Mit dieser Konfiguration wäre die P 195 das wahrscheinlich größte Flugzeug des Zweiten Weltkriegs geworden. Der Frachtraum hätte die Beförderung eines Panzer III oder Panzer IV zuzüglich zweier weiterer Fahrzeuge ermöglicht. Beim Einbau eines Zwischendecks wäre die P 195 in der Lage gewesen, bis zu 400 vollausgerüstete Soldaten zu befördern. Eine an der Decke befindliche und über die gesamte Frachtraumlänge von 26 m bewegliche Laufkatze mit 3 t Tragkraft sowie eine Winde mit zweimal 10 t Zugkraft hätten die schnelle Be- und Entladung auch schwerer Lasten über eine im hinteren Teil befindliche, absenkbare Ladeklappe möglich gemacht. Um beim Bau wertvolles Leichtmetall einzusparen, wurde auch die Verwendung von Stahl vorgesehen. Die Untersuchungen ergaben, dass ein Anteil von 20 bis maximal 25 % Stahl an der Gesamtkonstruktion die beste Kombination aus Leistung und Masse wäre.
Im August 1942 reichte Focke-Wulf sowohl den Entwurf mit sechs als auch mit acht Motoren beim Reichsluftfahrtministerium ein. Ein Auftrag zur Verwirklichung wurde für keinen von beiden erteilt und als die Entwicklung des Jumo 222 ein Jahr später eingestellt wurde, beendete man auch das Projekt 195 endgültig.

## Technische Daten
| Kenngröße             | Daten (Nummer 249)                                           |
| --------------------- | ------------------------------------------------------------ |
| Besatzung             | 7–9                                                          |
| Spannweite            | 58 m (Nr. 246: 56 m)                                         |
| Länge                 | 47 m (Nr. 246: 43 m)                                         |
| Höhe                  | 11,80 m                                                      |
| Flügelfläche          | 460 m²                                                       |
| Flügelstreckung       | 7,3                                                          |
| Rüstmasse             | 60.000 kg                                                    |
| Zuladung              | 52.000 kg                                                    |
| Nutzlast              | 40.800 kg (Nr. 246: 30.000 kg)                               |
| max. Startmasse       | 112.000 kg                                                   |
| Antrieb               | acht flüssigkeitsgekühlte 24-Zylinder-Reihensternmotoren     |
| Typ                   | Junkers Jumo 222                                             |
| Startleistung         | je 2.500 PS (1.839 kW) bei 2.900/min                         |
| Höchstgeschwindigkeit | 490 km/h in 3.600 m Höhe                                     |
| Marschgeschwindigkeit | 400 km/h in 3.600 m Höhe (Nr. 246: 370 km/h)                 |
| Landegeschwindigkeit  | 135 km/h                                                     |
| max. Steigleistung    | 4,7 m/s                                                      |
| Dienstgipfelhöhe      | 7.100 m                                                      |
| Reichweite            | norm. ca. 1.500 km max. 2.100 km                             |
| Startrollstrecke      | 800 m                                                        |
| Startstrecke auf 20 m | 1.400 m                                                      |
| Bewaffnung            | je ein 15- oder 20-mm-Zwillings-MG 151 in vier Abwehrständen |